# Фажарда
Фажарда (порт. Fajarda) — район (фрегезия) в Португалии, входит в округ Сантарен. Является составной частью муниципалитета Коруше. По старому административному делению входил в провинцию Рибатежу. Входит в экономико-статистический субрегион Лезирия-ду-Тежу, который входит в Рибатежу. Население составляет 1893 человека на 2001 год. Занимает площадь 53,88 км².